# Biserica Sfinții Apostoli din Cartiu
Biserica Sfinții Apostoli este un monument istoric aflat pe teritoriul satului Cartiu; comuna Turcinești, județul Gorj. În Repertoriul Arheologic Național, monumentul apare cu codul 78105.01.

## Istoric și trăsături
În anul 1817, Pătru Cartianu a ctitorit în localitate biserica din zid cu hramul „Sfinții Apostoli Petru și Pavel”. Tot moșnenii din familia Cartienilor au ridicat și celălalt monument istoric din sat, Cula Cartianu, construită spre sfârșitul secolului al XVIII–lea.
Biserica a fost reparată și transformată între anii 1904-1908.

## Imagini din exterior

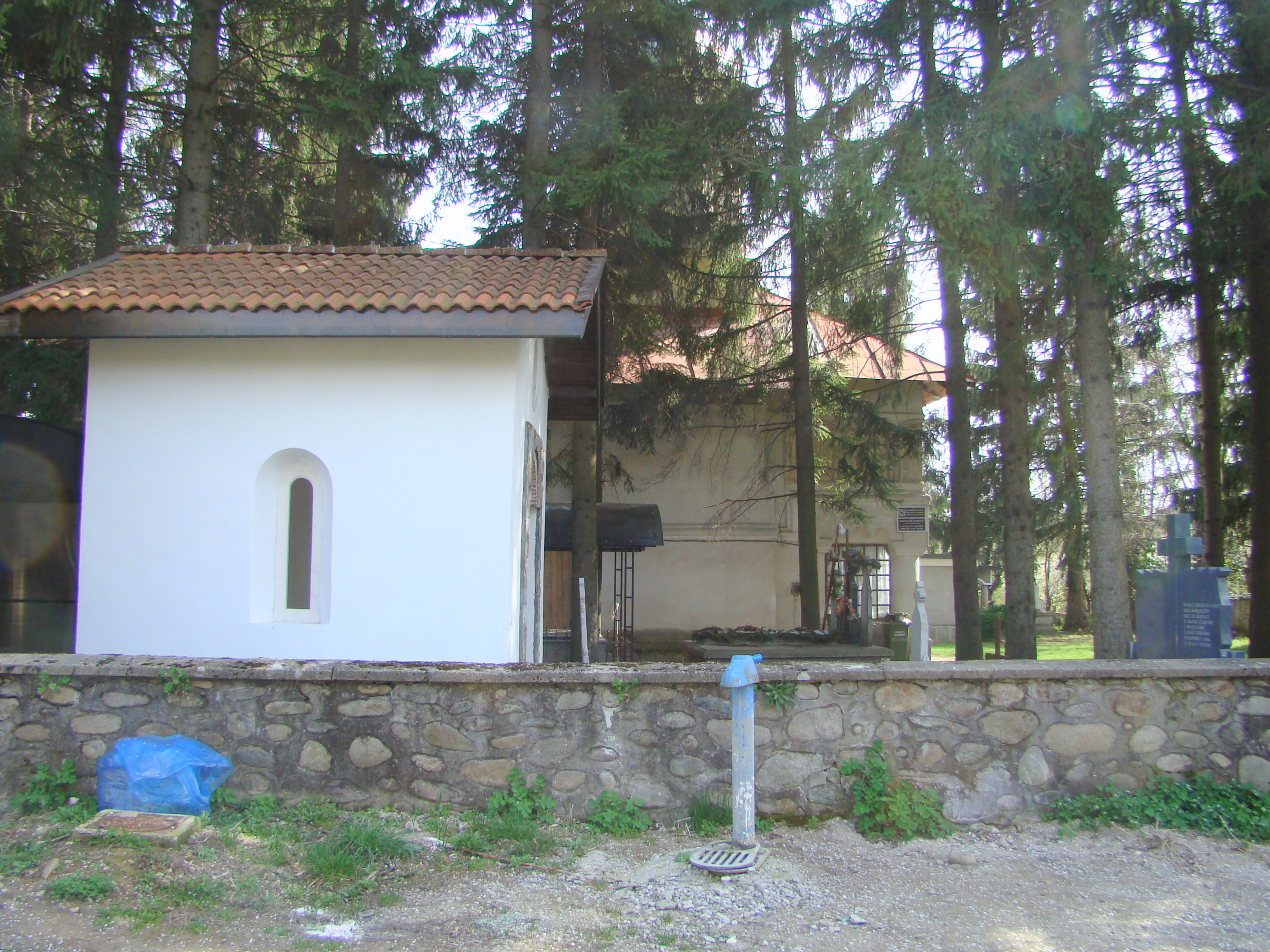
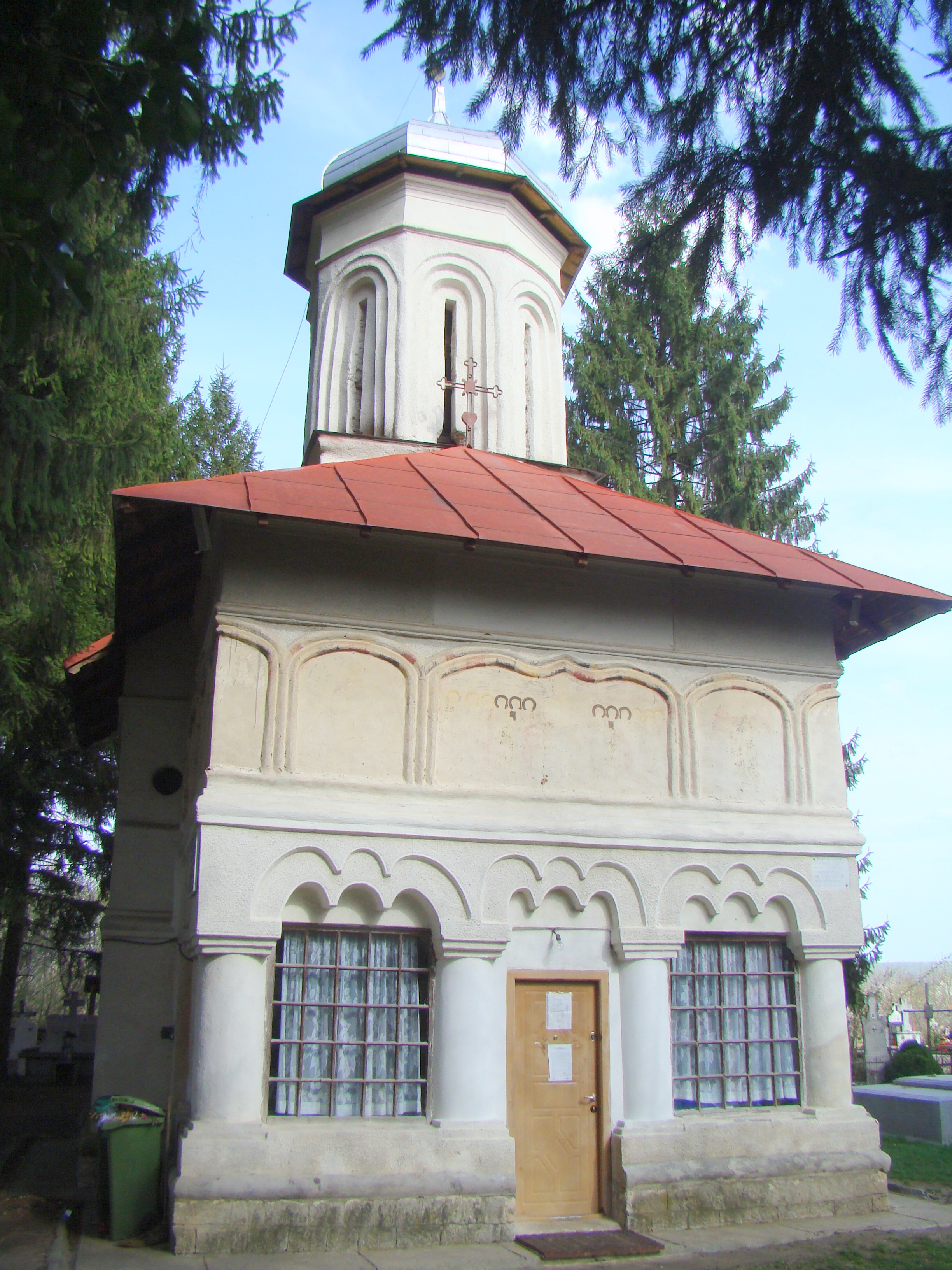
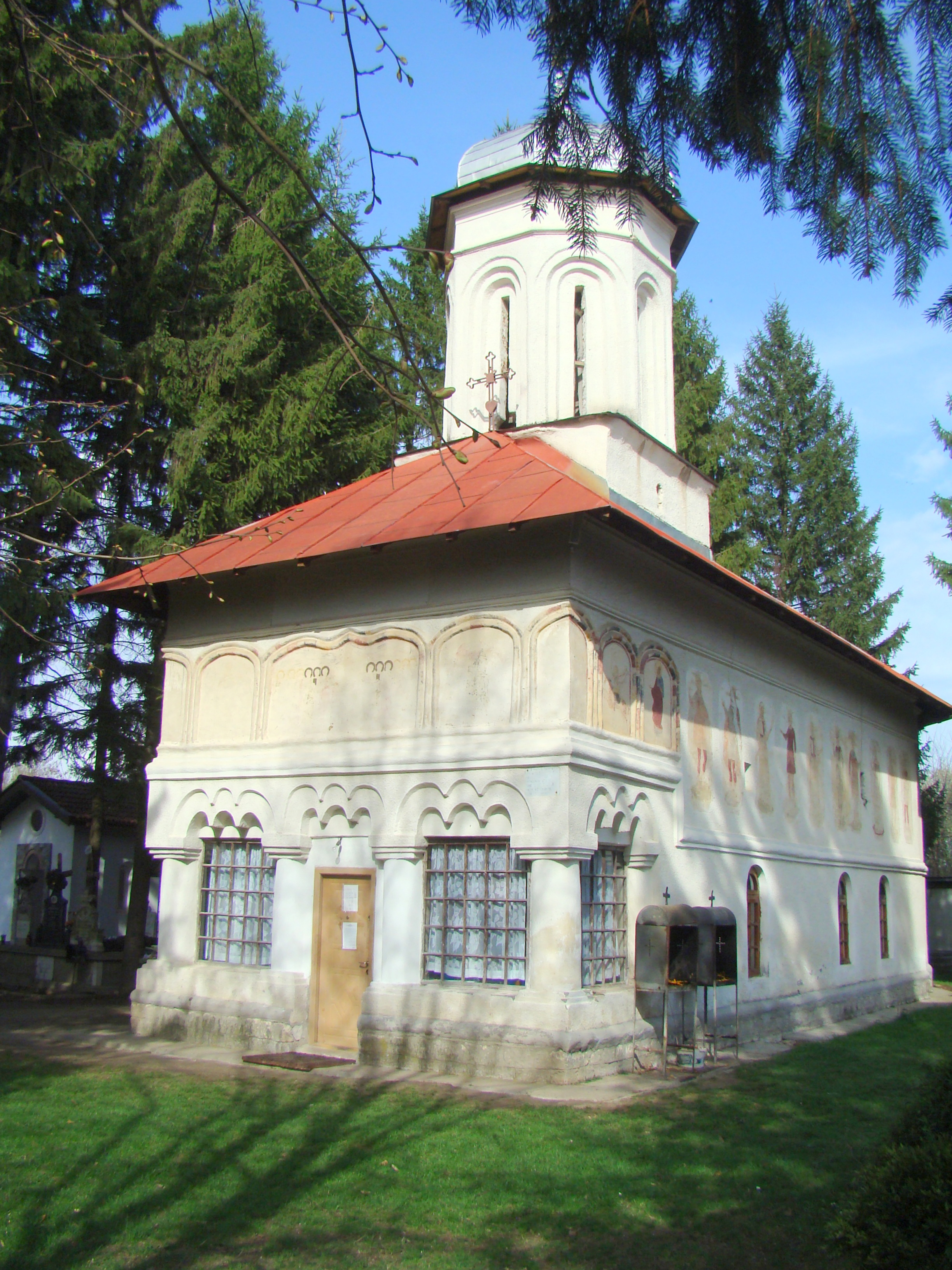
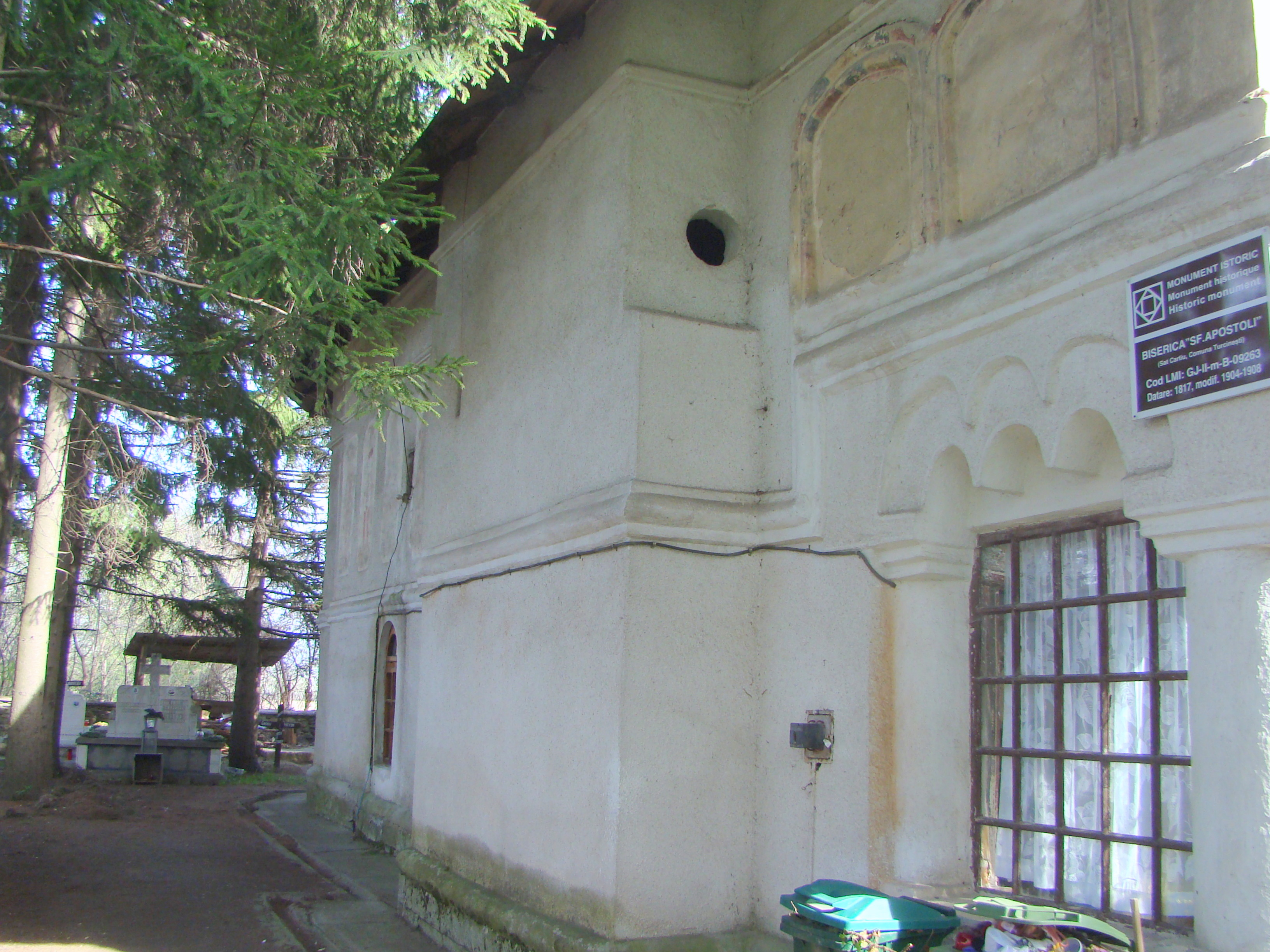
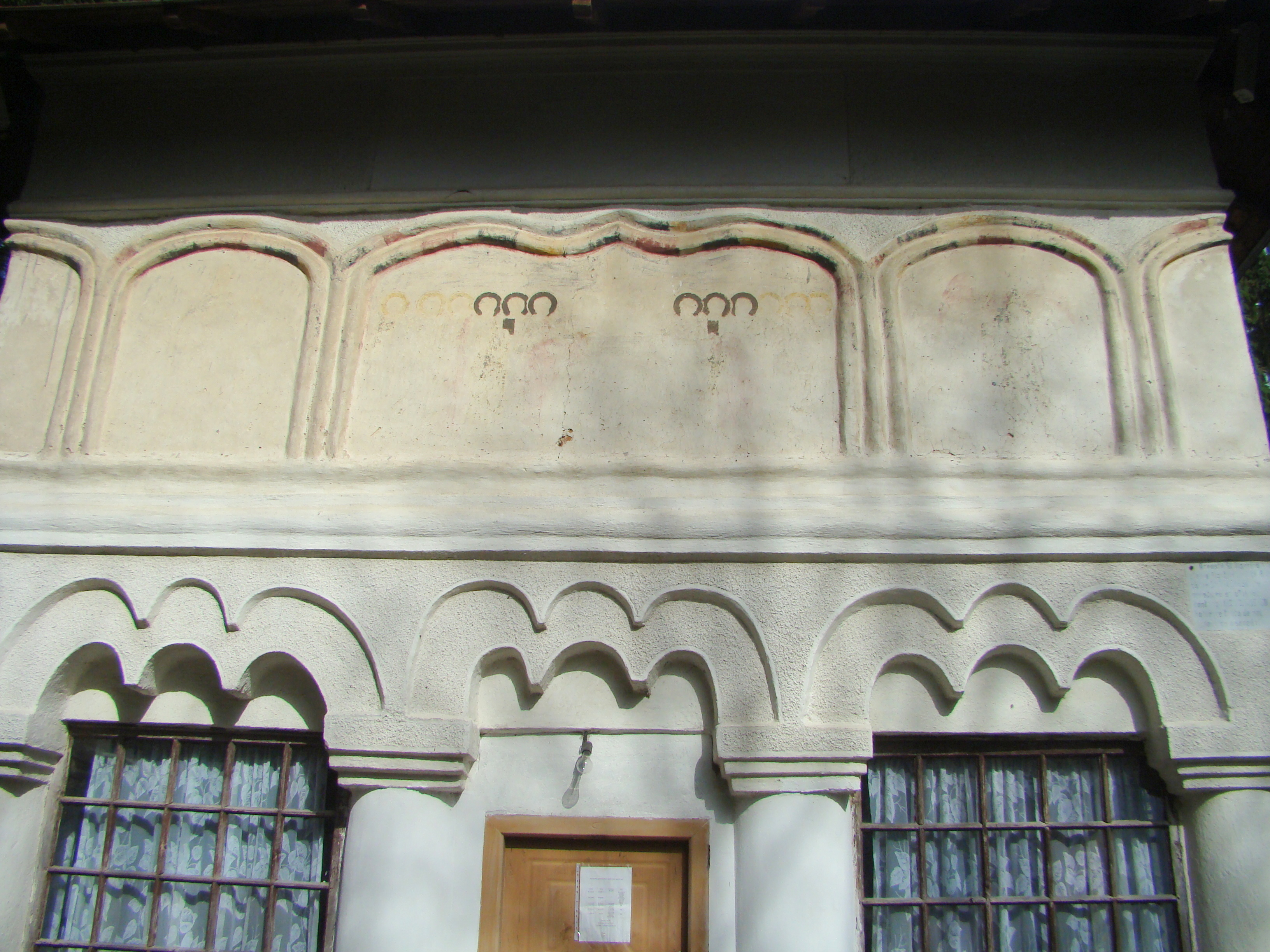
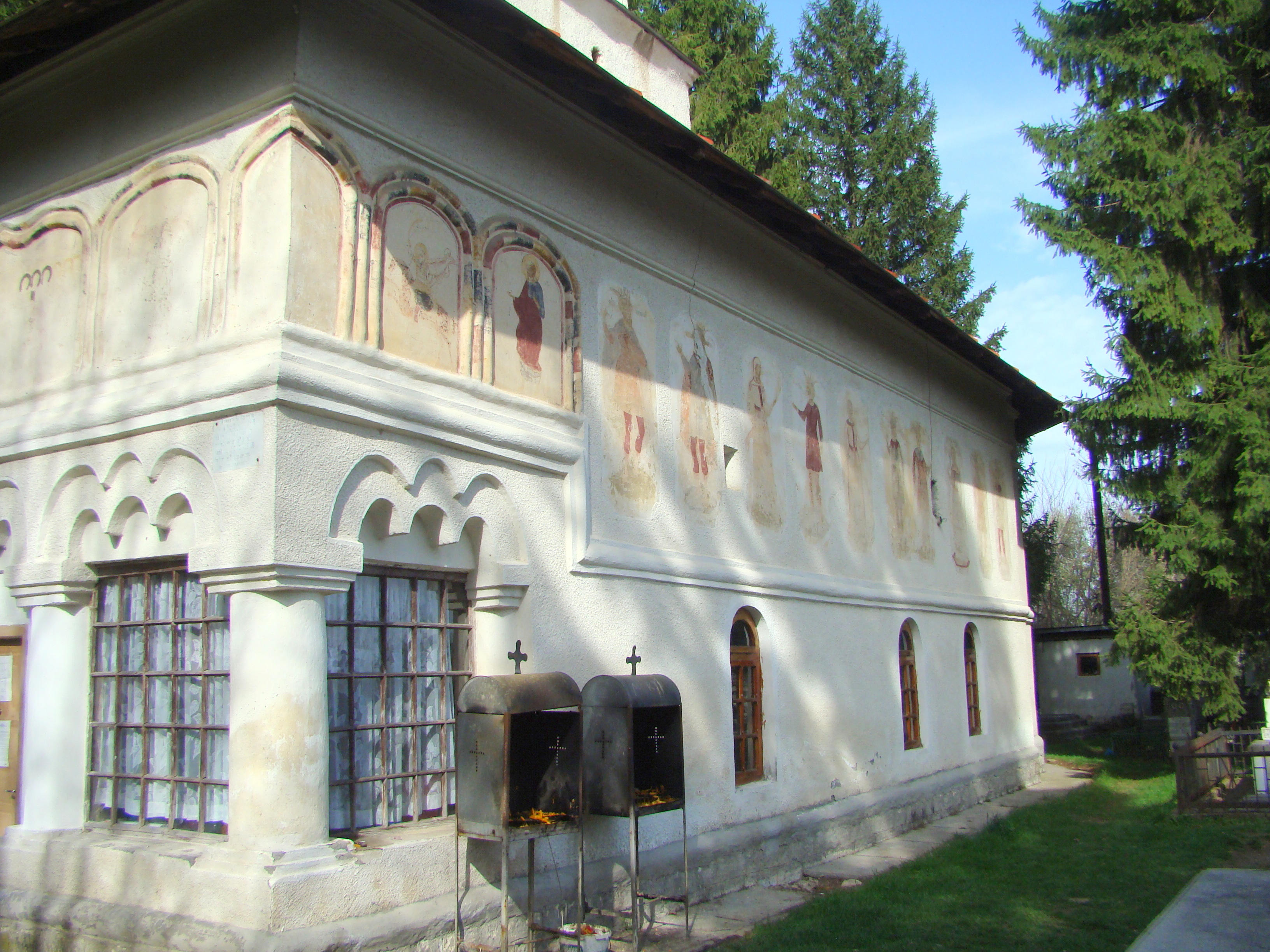
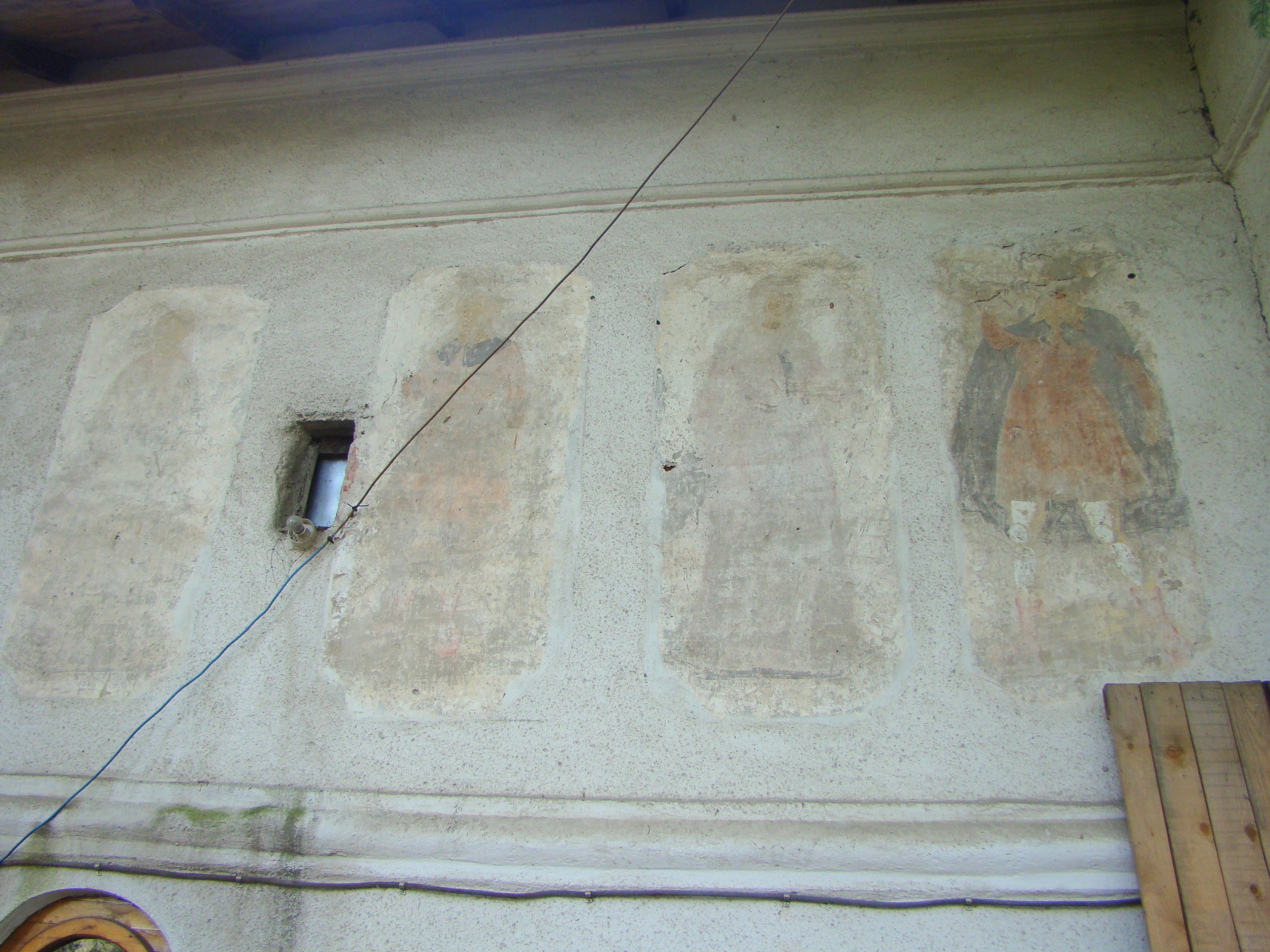
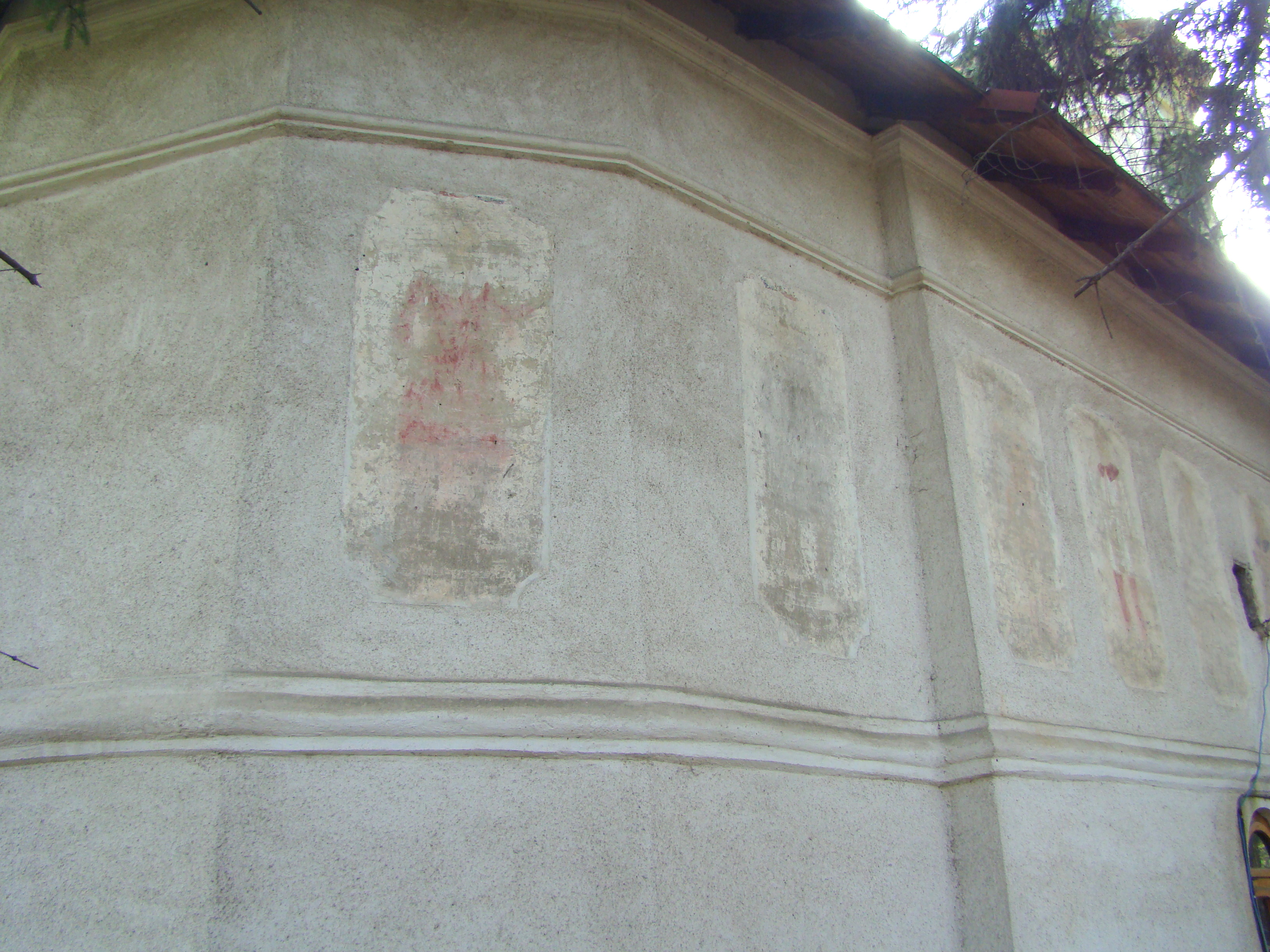
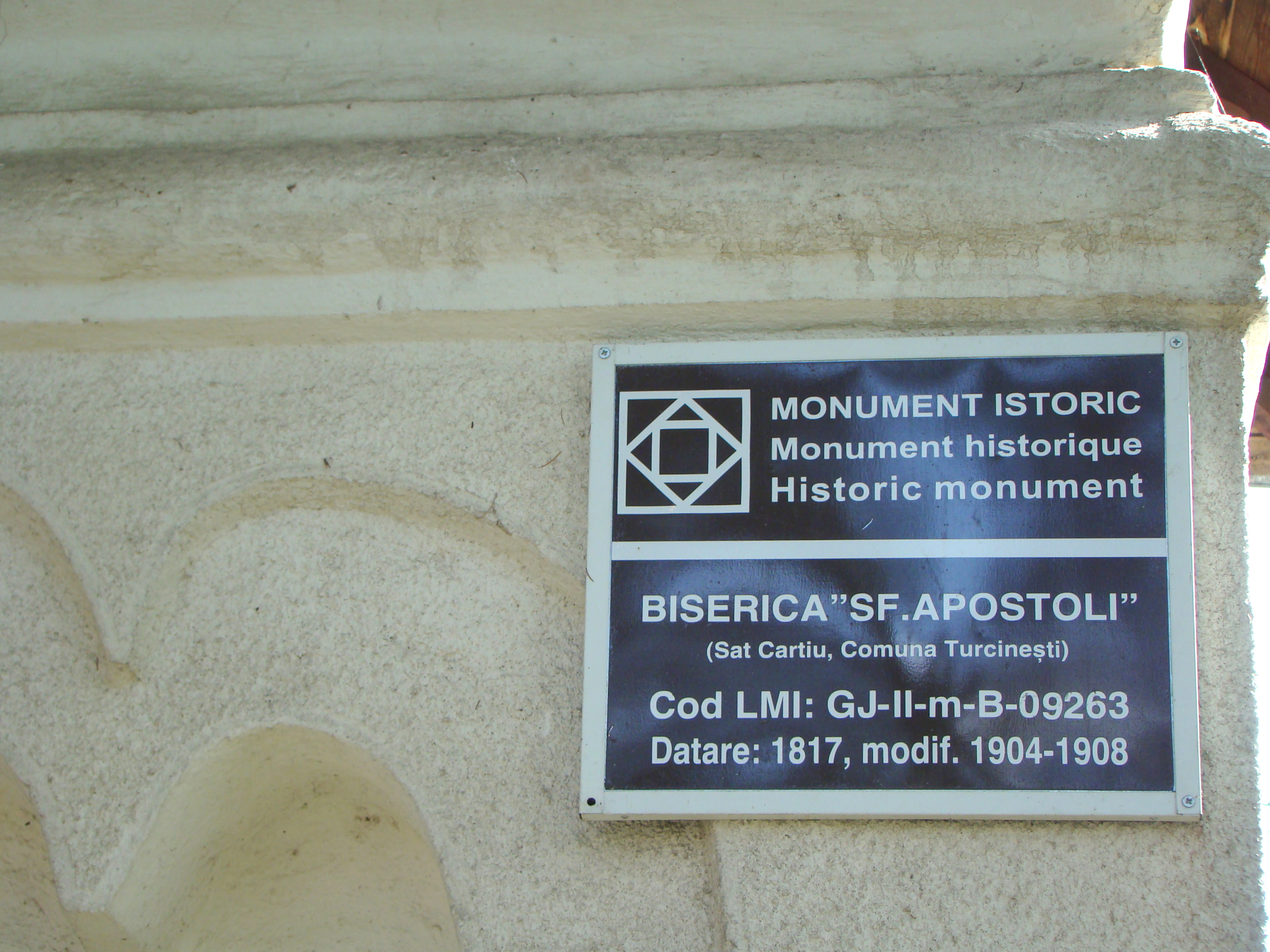
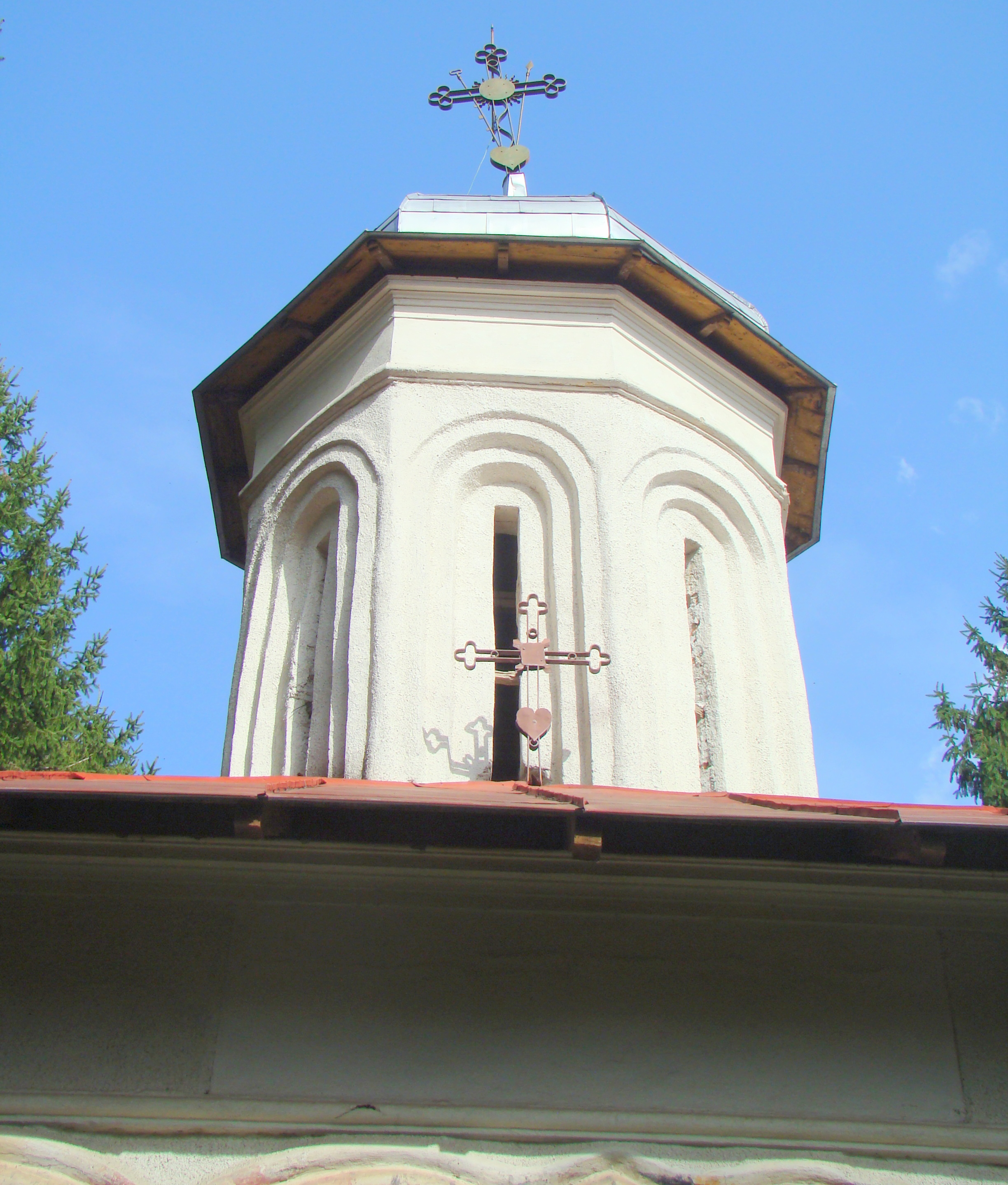
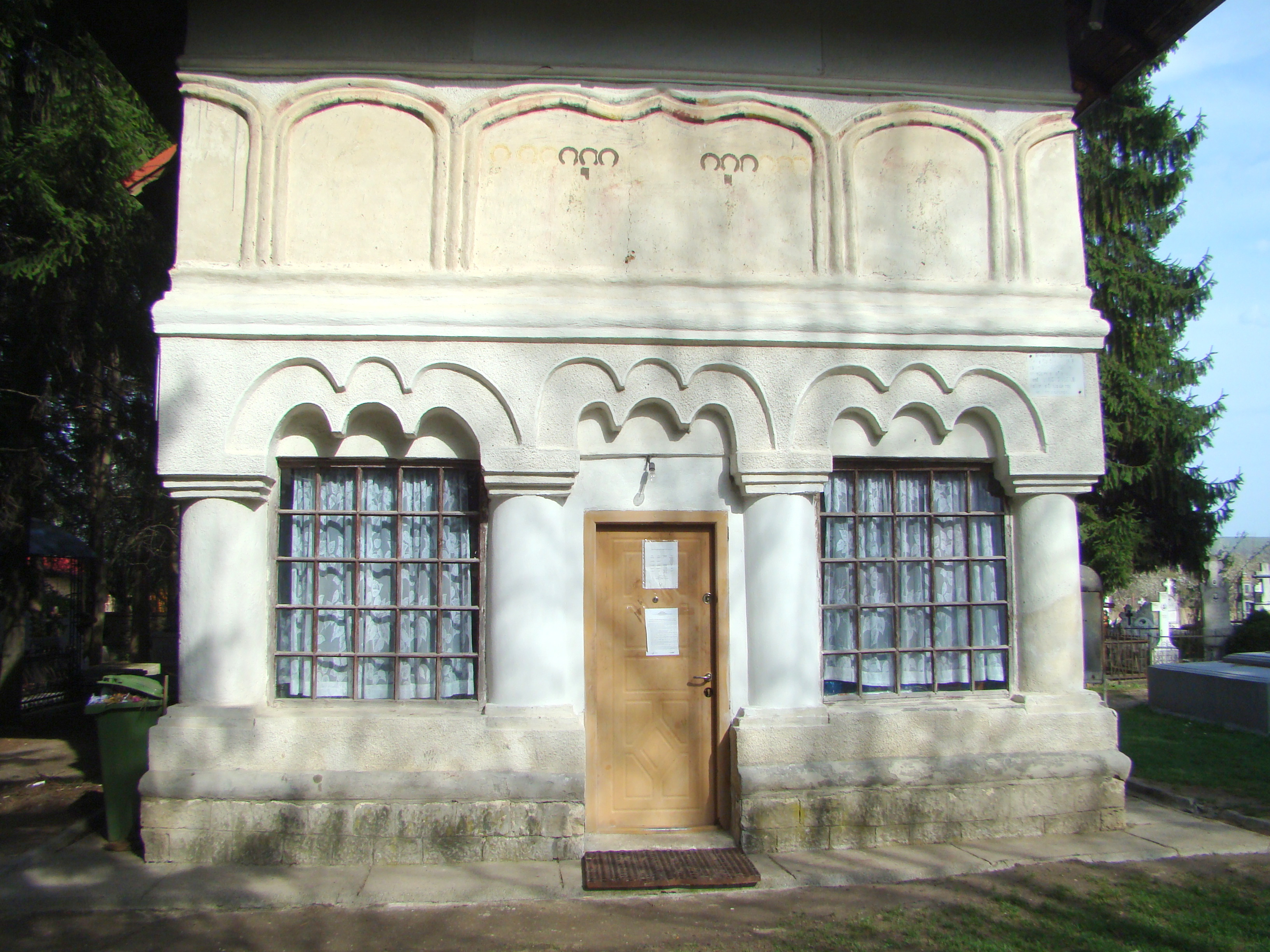
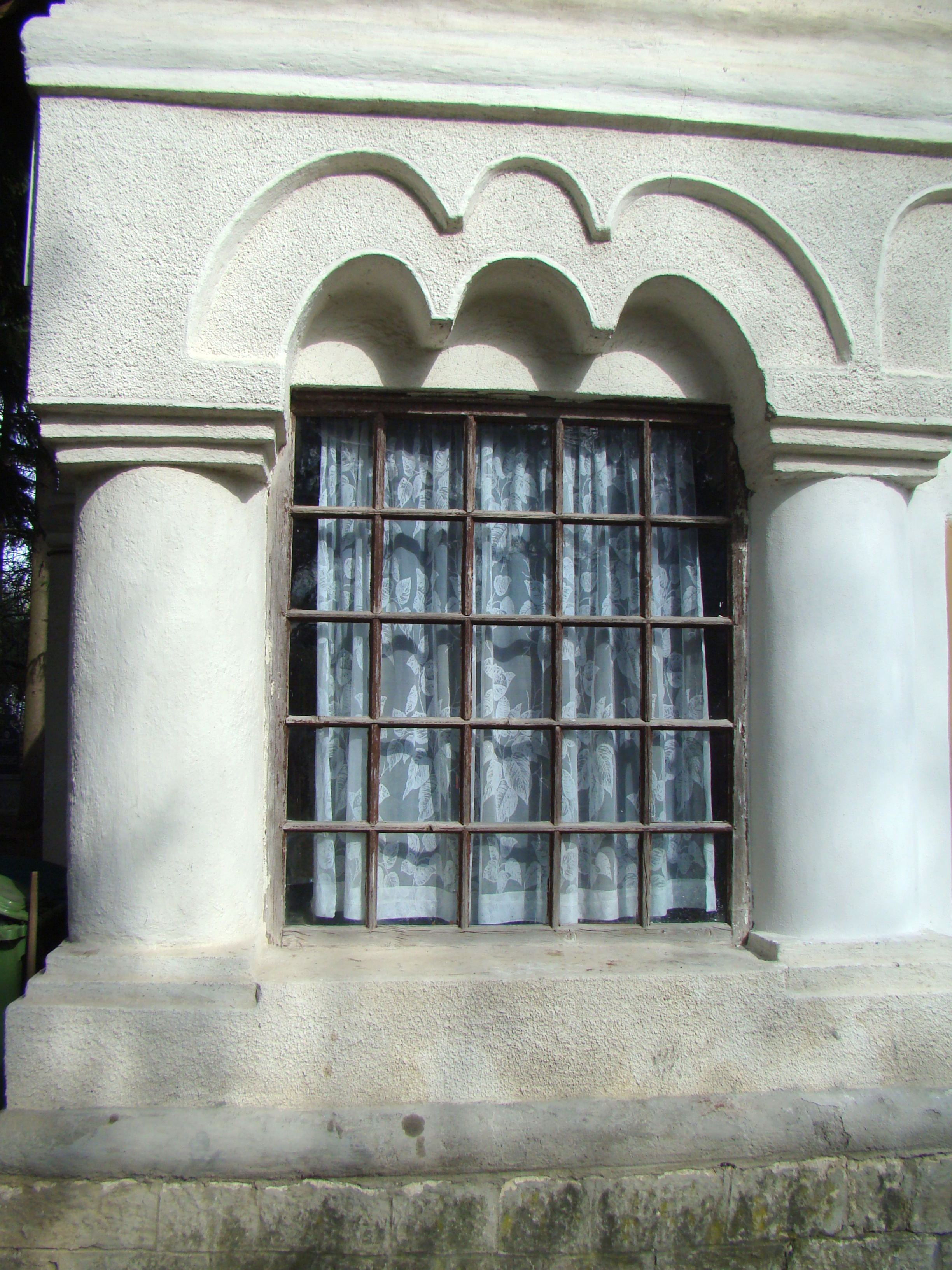
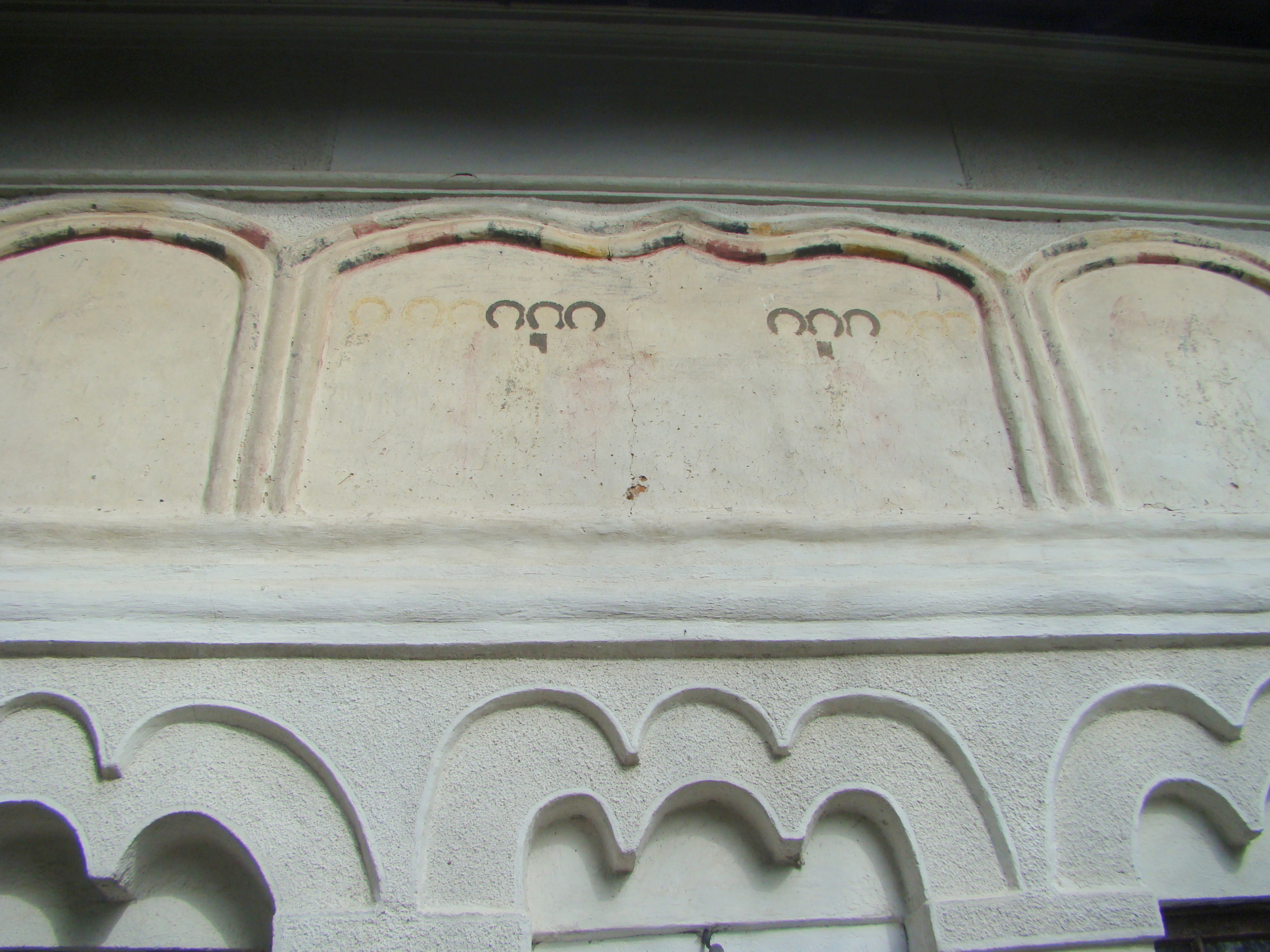
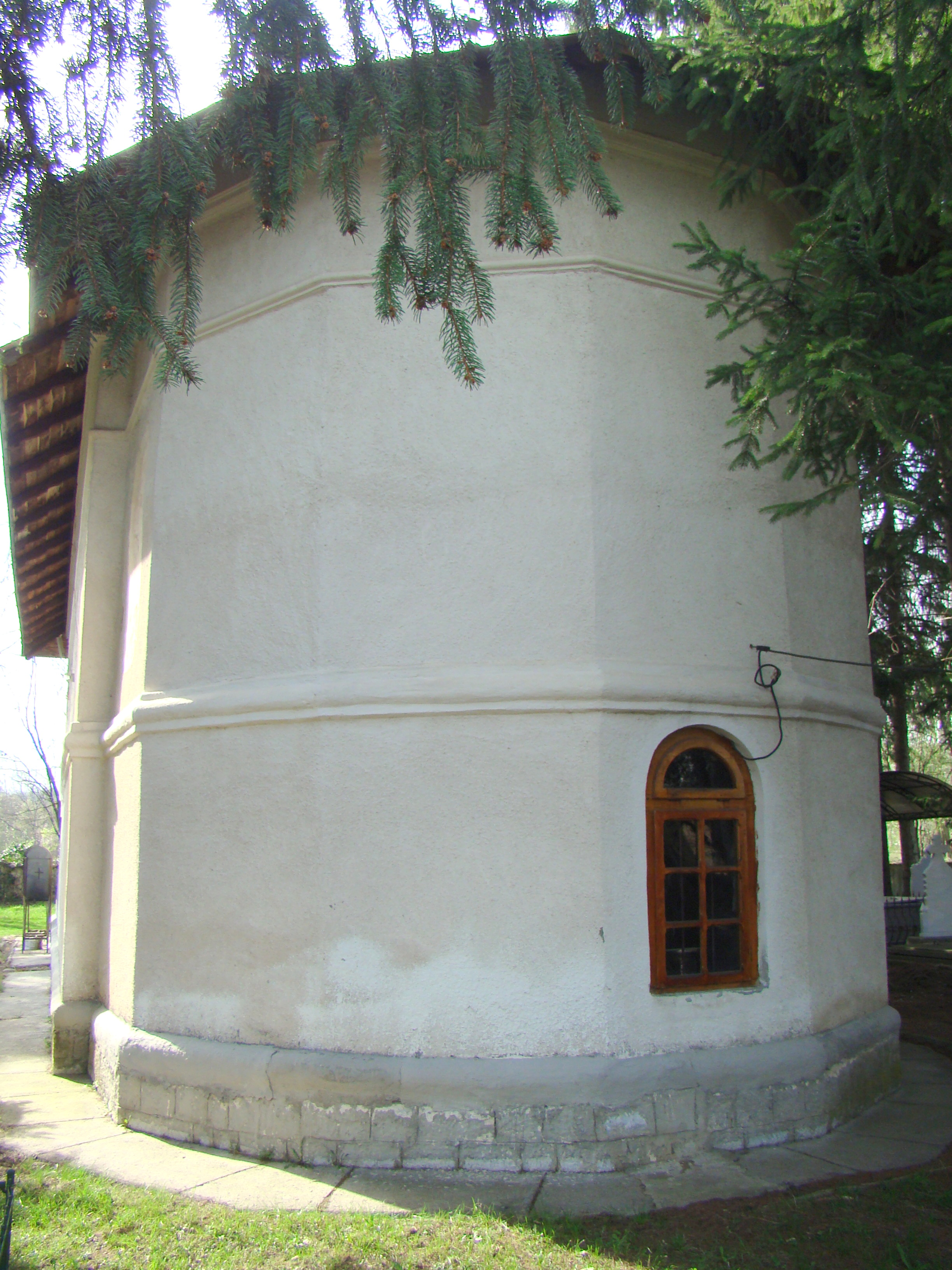
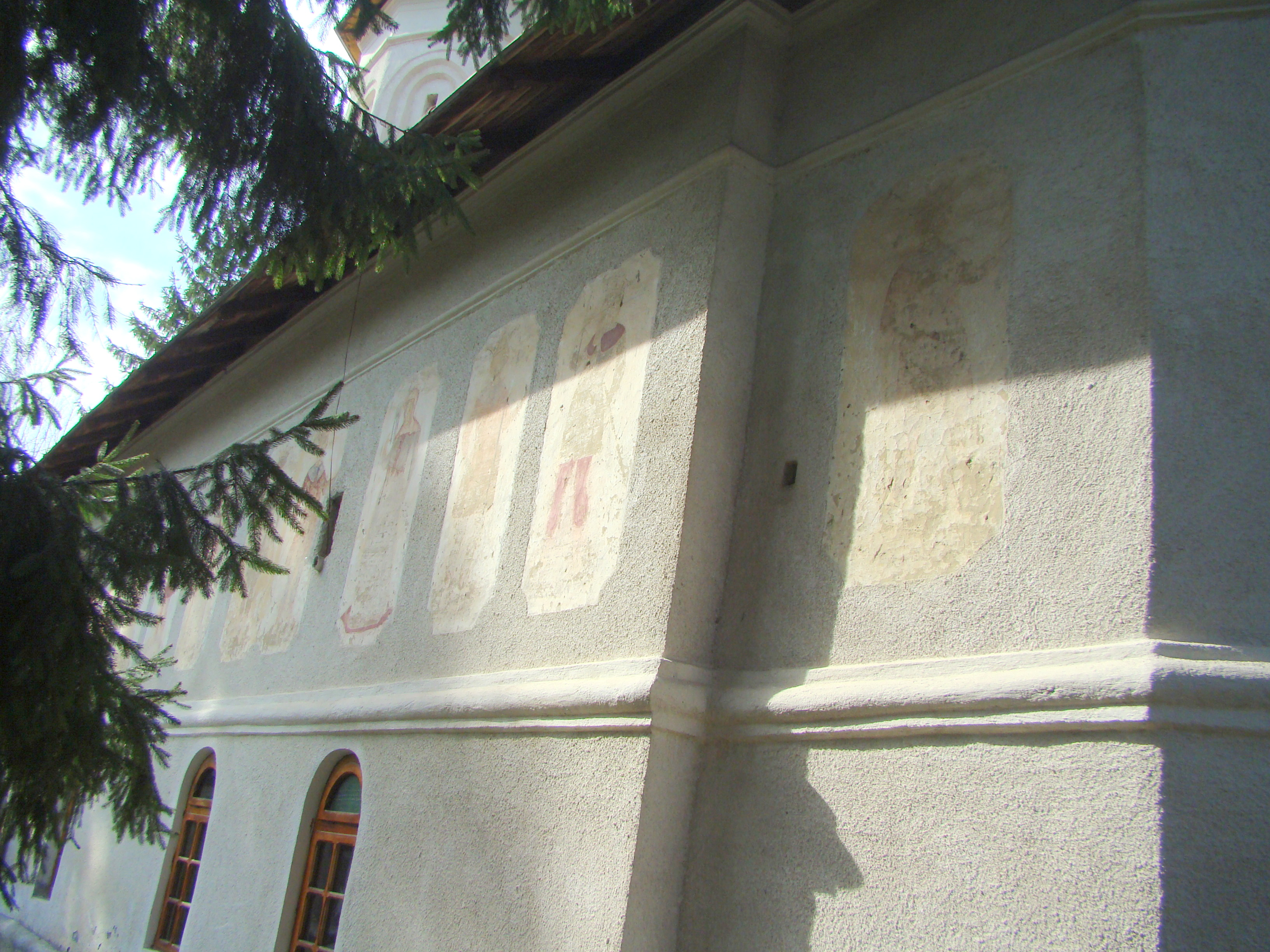
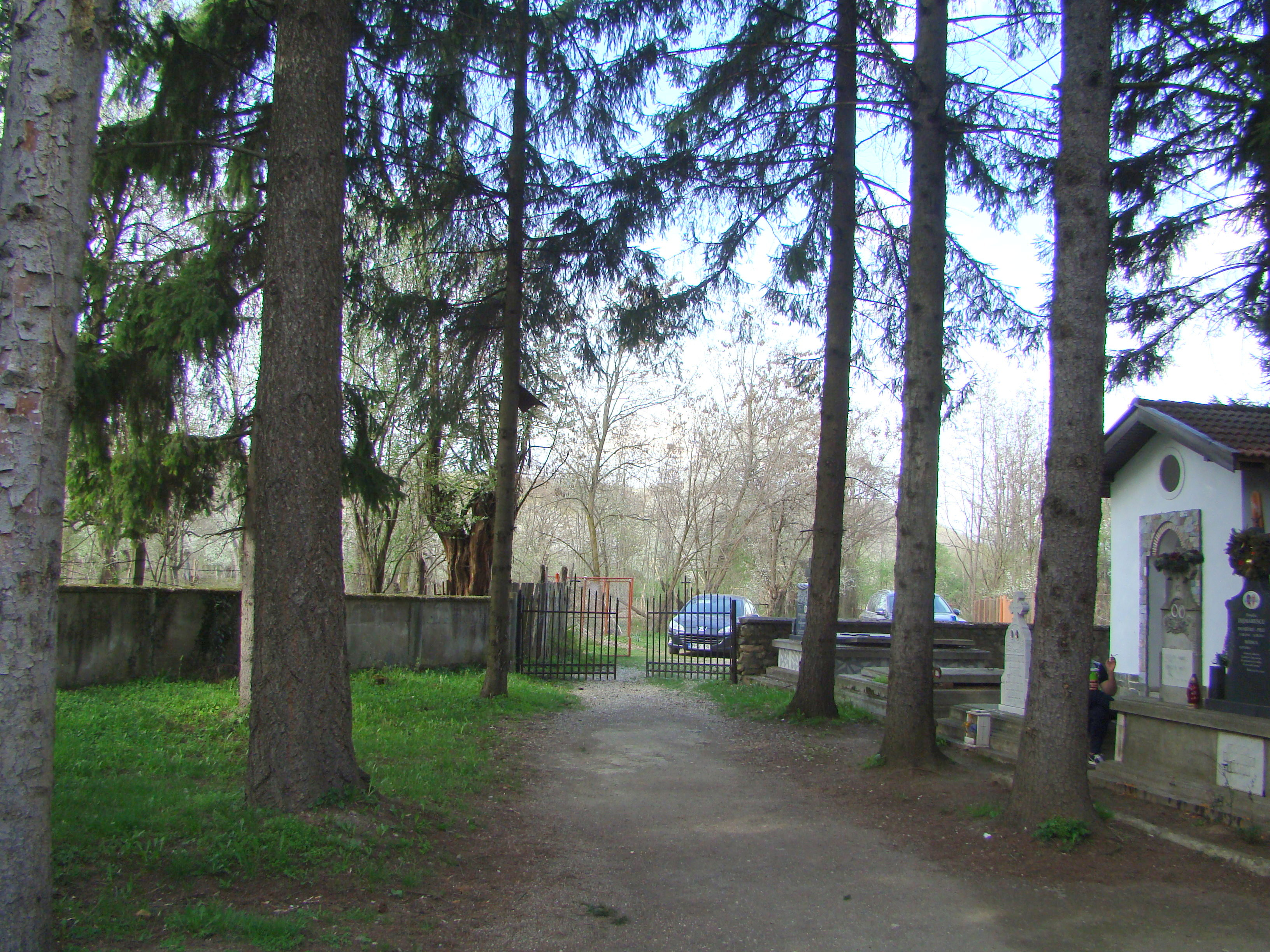
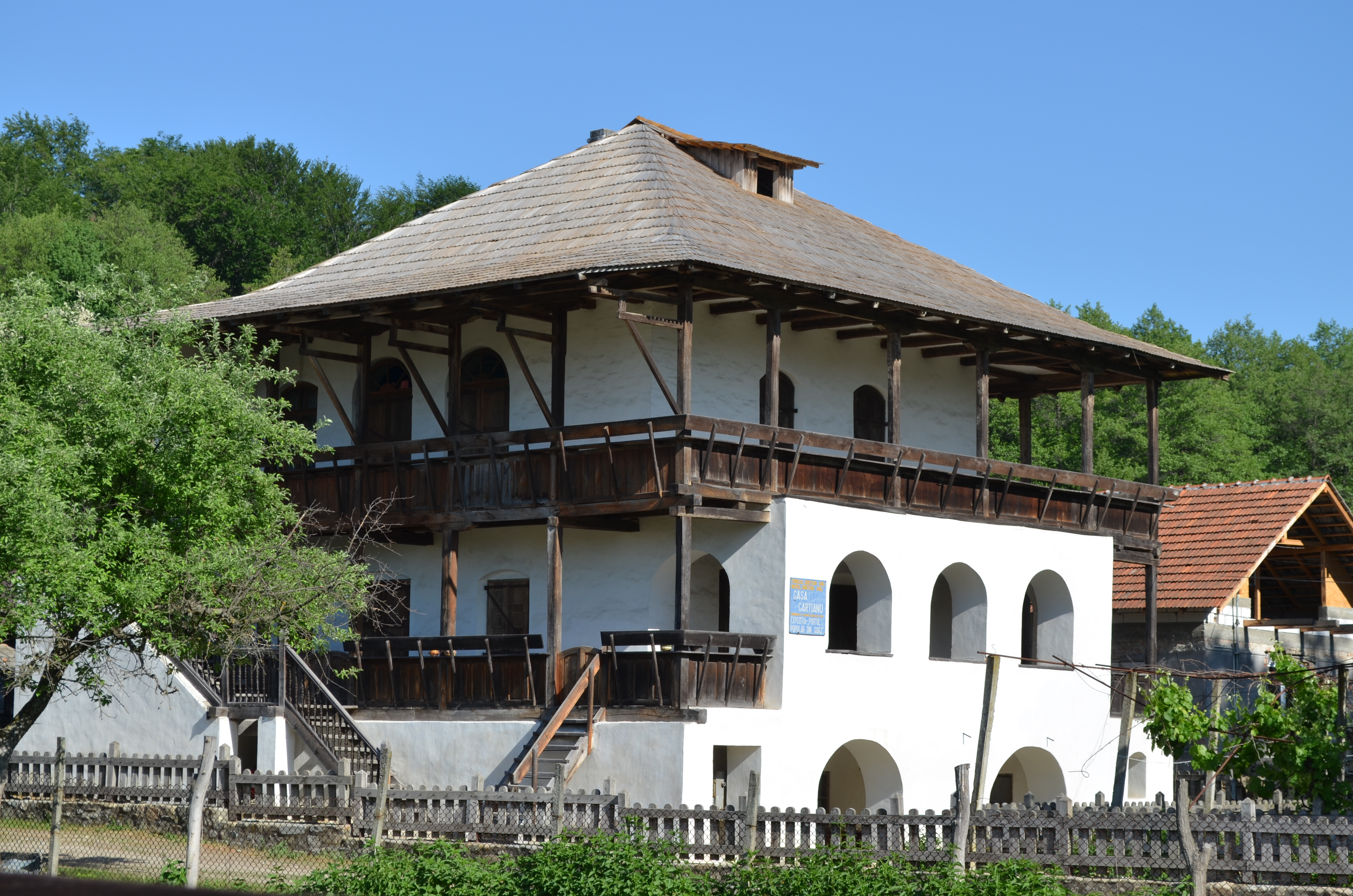
Cula Cartianu
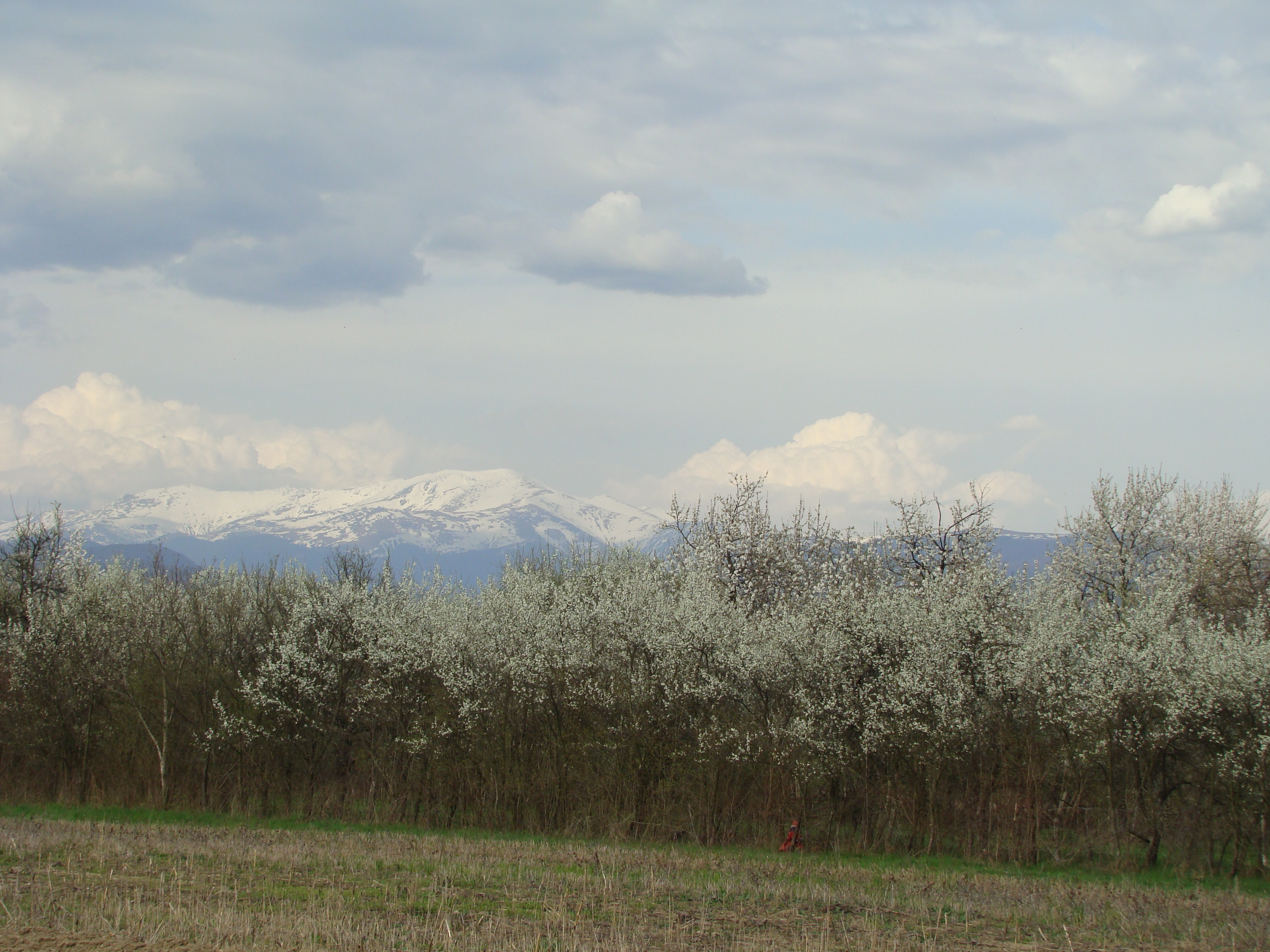
Munții Parâng